# Liselotte-Gymnasium Mannheim
Das Liselotte-Gymnasium (kurz: Lilo) ist ein allgemeinbildendes Gymnasium mit naturwissenschaftlichem und sprachlichem Profil in Mannheim. Es hat einen bilingualen deutsch-englischen Zug mit der Möglichkeit, das Internationale Abitur Baden-Württemberg  zu erwerben, und bietet als Profilfächer Italienisch als 3. Fremdsprache sowie Informatik, Mathematik und Physik (IMP) an. Seit 2009 wird das Bildungsangebot um eine Bläserklasse ergänzt.

## Schulpartnerschaften
Das Liselotte-Gymnasium pflegt Partnerschaften mit folgenden Schulen in
- Frankreich: Collège Claude Nicolas Ledoux in Dole
- Italien: Liceo scientifico statale Ippolito Nievo in Padua
- Tschechien: Gymnázium Dr. Josefa Pekaře in Mladá Boleslav
- sowie mit drei Schulen in New Hampshire, USA

## Geschichte
Das Liselotte-Gymnasium wurde 1911 als zweites Mannheimer Mädchengymnasium gegründet und war ursprünglich in einem damals neu errichteten, von Richard Perrey geplanten Schulgebäude auf dem dreieckigen Grundstück zwischen Collinistraße und Nuitsstraße (heute Mozartstraße) untergebracht. Benannt wurde die Schule nach Liselotte von der Pfalz.
Nach der Zerstörung im Zweiten Weltkrieg musste der Unterricht in Schichten und in Ausweichgebäuden stattfinden. Erst ab 1957 konnte das ehemalige Volksschulgebäude der Mollschule genutzt werden. 1967 wurde das Liselotte-Gymnasium auch für Jungen geöffnet. In den Jahren 2002 bis 2007 erfolgte eine Generalsanierung des Schulgebäudes. Seit 2011 ist das Lilo MINT-freundliche Schule.
Das Liselotte-Gymnasium nimmt seit 1996 an Comenius-, Erasmus- und Erasmus+-Projekten teil, um Austausch und Kooperation mit Schulen in anderen europäischen Ländern zu initiieren.

### Direktoren
- 1911–1920: Otto Hammes
- 1920–1935: Eugen Stulz
- 1935–1943: Roland Vulpius
- 1945–1947: Karl Bühn
- 1947–1955: Gustav König
- 1955–1980: Inge Weis
- 1980–1989: Karl Jutt
- 1990–2002: Wolfgang Heiser
- 2002–2009: Helmut Slogsnat
- 2009–2015: Rainer Stripf
- Seit 2015: Eberhard Vogel

## Bekannte Schülerinnen und Schüler
- Hildegardis Wulff (1896–1961), Ordensgründerin
- Erna Pichler-Thele (1900–2001), erste Studentin der Mannheimer Ingenieurschule[2]
- Lore Noack-Heuck (1901–1973), Kunsthistorikerin
- Hedwig Eppstein (1903–1944), Psychologin[3]
- Ehmi Bessel (1904–1988), Schauspielerin
- Doris Schachner (1904–1988), Mineralogin
- Doris Faulhaber (1907–1991), Theologin, Vorkämpferin für die Zulassung von Frauen als Pfarrerin[4]
- Liselotte Thomamüller (1908–1988), Opernsängerin
- Juliane Roh (1909–1987), Kunsthistorikerin
- Zenta Zizler (1909–2010), Bildhauerin
- Alice Richter-Lovisa (1911–1999), Künstlerin[5][6]
- Pola Andriessens (1919–2023), Psychologin
- Inge Borkh (1921–2018), Opernsängerin
- Hilde Bitz (1929–2017), erste Pfarrerin Badens[7]
- Barbara Heller (* 1936), Komponistin und Pianistin
- Astrid Heeren (* 1940), Schauspielerin und Model
- Ingeborg Nikitopoulos (1941–2017), Politikerin, Mitgründerin des Mannheimer Frauenhauses, Preisträgerin des Bloomaulordens 1999
- Manuel Gulde (* 1991), Fußballer
- Philip Heintz (* 1991), Schwimmer

## Lehrer
- Karl-Otto Müller-Fischbach, langjähriger Beauftragter für Naturschutz und Landschaftspflege für Mannheim[8]
- Hugo Strauß, Ruderer, Olympiasieger und erster Vorsitzender des Mannheimer Eis- und Rollsport-Clubs
- Hermann Brunn, Heimatforscher in Schriesheim
- Waltraud Suckow, Bildhauerin, Entwerferin des Abraham-Pokals[9]
- Günther Saltin, Gründer und langjähriger zweiter Vorsitzender der Alfred-Delp Gesellschaft Mannheim[10]
- Eleonore Kopsch, Historikerin, Veröffentlichungen und Vortragsreihen über die Wittelsbacher